# Świdnica (gmina w województwie lubuskim)
Świdnica – gmina wiejska w województwie lubuskim, w powiecie zielonogórskim. W latach 1975–1998 gmina położona była w województwie zielonogórskim.
Siedziba gminy to Świdnica.
Według danych z 30 czerwca 2004 gminę zamieszkiwało 5657 osób.
W Grabowcu znajduje się lądowisko Grabowiec.

## Struktura powierzchni
Według danych z roku 2002 gmina Świdnica ma obszar 160,8 km², w tym:
- użytki rolne: 31%
- użytki leśne: 61%

Gmina stanowi 10,24% powierzchni powiatu.

## Demografia

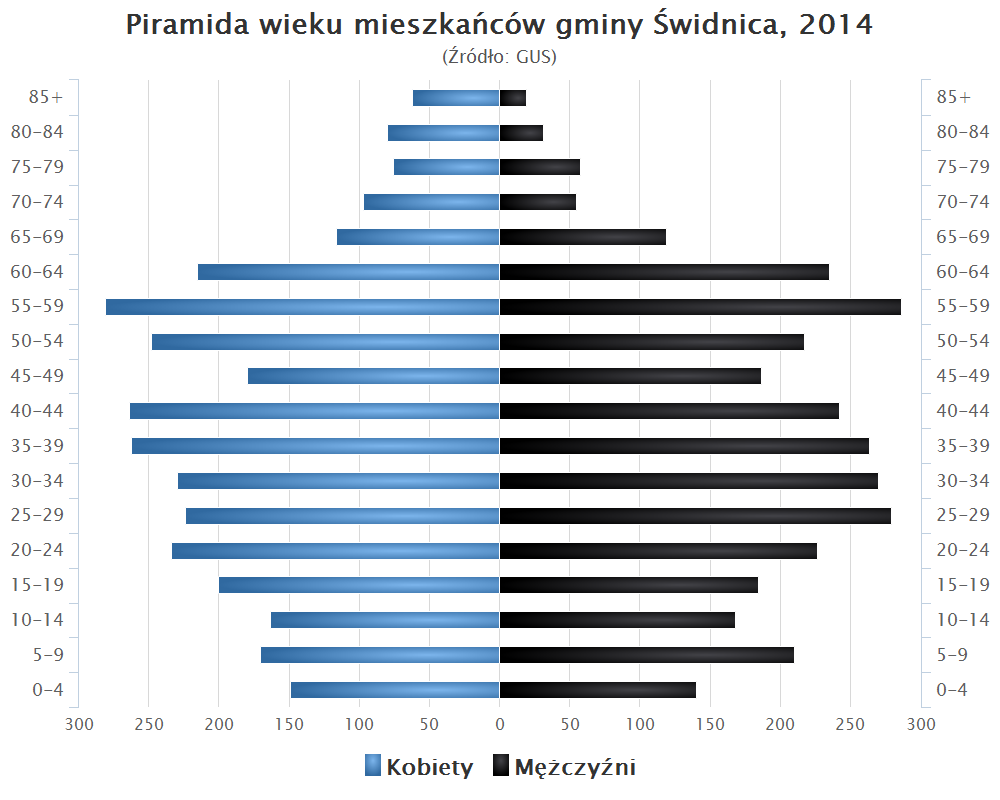
Piramida wieku mieszkańców gminy Świdnica w 2014 roku

Dane z 30 czerwca 2004:
| Opis                              | Ogółem | Ogółem | Kobiety | Kobiety | Mężczyźni | Mężczyźni |
| --------------------------------- | ------ | ------ | ------- | ------- | --------- | --------- |
| jednostka                         | osób   | %      | osób    | %       | osób      | %         |
| populacja                         | 5657   | 100    | 2829    | 50      | 2828      | 50        |
| gęstość zaludnienia (mieszk./km²) | 35,2   | 35,2   | 17,6    | 17,6    | 17,6      | 17,6      |

## Władze
W 2018 roku wójtem gminy Świdnica został Krzysztof Stefański. Zmarł 11 października 2020 roku
Samorządem do czasu przedterminowych wyborów kierował Bogdan Mucha.
17 czerwca 2021 roku wójtem gminy Świdnica została Izabela Mazurkiewicz.

## Sołectwa
Buchałów, Drzonów, Grabowiec, Koźla, Letnica, Lipno, Piaski, Radomia, Słone, Świdnica, Wilkanowo.
Miejscowości bez statusu sołectwa: Dobra, Łochowo, Orzewo, Rybno, Wirówek.

## Sąsiednie gminy
Czerwieńsk, Dąbie, Nowogród Bobrzański, Zielona Góra